# Занданбал Гунсеноров
Занданбал Гунсеноров (монг. Занданбал Гүнсэнноров; 6. фебруар 1996) монголски је пливач чија специјалност су трке прсним стилом. Вишеструки је национални првак и рекордер и учесник светских и азијских првенстава.  

## Спортска каријера
На светским првенствима је дебитовао у Барселони 2013. где је заузео 75. место у квалификацијама трке на 100 слободно, односно 71. место у квалификацијама трке на 100 прсно. 
Наредна такмичења на којима је учествовао су светска првенства у малим базенима у Виндзору 2016. и Хангџоуу 2018. године. Године 2018. учествовао је и на Азијским играма у Џакарти. 
На светском првенству у корејском Квангџуу 2019. је пливао у три дисциплине. У квалификацијама на 50 прсно био је укупно 61. у конкуренцији 80 пливача, док је у трци на 100 прсно био на 79. месту. Пливао је и у микс штафети на 4×100 слободно која је заузела укупно 28. место у конкуренцији 38 екипа.